# 工藤昭雄
工藤 昭雄（くどう あきお、1930年12月3日 - 2010年12月17日）は、日本の英文学者、旧・東京都立大学名誉教授。

## 略歴
青森県北津軽郡板柳町生まれ。東京大学文学部英文科卒業。東京都立大学助教授、教授、1994年に定年退官、名誉教授、学習院大学教授を務め、2001年退任。
当初英国の現代文学を研究、翻訳し、のちV・S・ナイポールなど植民地文学に移った。
2010年12月17日、肺炎のため東京都文京区の病院で死去。80歳没。叙従四位、瑞宝中綬章追贈。

## 著書
- 『破滅の証言 オーデン、スペンダー、トマス論』（南雲堂） 1962

### 記念論集
- 『静かなる中心 イギリス文学をよむ』（南雲堂） 2001.4

### 翻訳
- 『静かなる中心 詩集』（S.スペンダー、田中清太郎共訳、国文社） 1958
- 『ポウ詩論集 第1 詩の原理』（ポウ、前川祐一共訳、国文社） 1959
- 『芸術をもたぬ人々 ヘミングウェイ、フォークナー、エリオット、ウルフ論』（ウインダム・ルイス、南雲堂） 1959、のち新版
- 『肌の色を越えて』（K・タントリ、新潮社） 1961
- 『独身者』（ミュリエル・スパーク、新潮社） 1962
- 『切られた首』（アイリス・マードック、新潮社） 1963
- 『新しい人間たち』（C.P.スノウ、白水社） 1963
- 『愚者の船』（キャサリン・アン・ポーター、河出書房新社、人間の文学） 1965 - 1966
- 「終りよければすべてよし」（シェイクスピア、筑摩書房、世界古典文学全集） 1966
- 「嵐が丘、詩」（エミリ・ブロンテ、講談社、世界文学全集） 1968、講談社文庫 1978
- 『悪い仲間』（アンガス・ウィルソン、鈴木寧共訳、白水社） 1968、のち新版
- 『動物農場』（オーウェル、筑摩書房、世界文学全集） 1969
- 『虜囚の恋』（スティヴンソン、小沼孝志共訳、筑摩書房、世界ロマン文庫） 1970
- 『緋文字』（ホーソン、中央公論社、世界の文学）1971
- 『インド - 傷ついた文明』（V.S.ナイポール、岩波書店、岩波現代選書） 1978、 新版 2002
- 『ガリヴァ旅行記』（スウィフト、学習研究社、世界文学全集） 1979.5
- 『コリオレーナス / あらし』（集英社、シェイクスピア世界文学全集） 1981.3
- 『ロモラ』（ジョージ・エリオット、集英社、世界文学全集） 1981
復刻版「ジョージ・エリオット著作集3」（文泉堂出版） 1994
- 『エバ・ペロンの帰還』（V・S・ナイポール、TBSブリタニカ） 1982.1
- 『イスラム紀行』上・下（V・S・ナイポール、TBSブリタニカ） 1983.3、のち岩波書店 2002
- 『終わらなかった旅』（シヴァ・ナイポール、晶文社、双書・20世紀紀行） 1991